# فوهة جينكيز

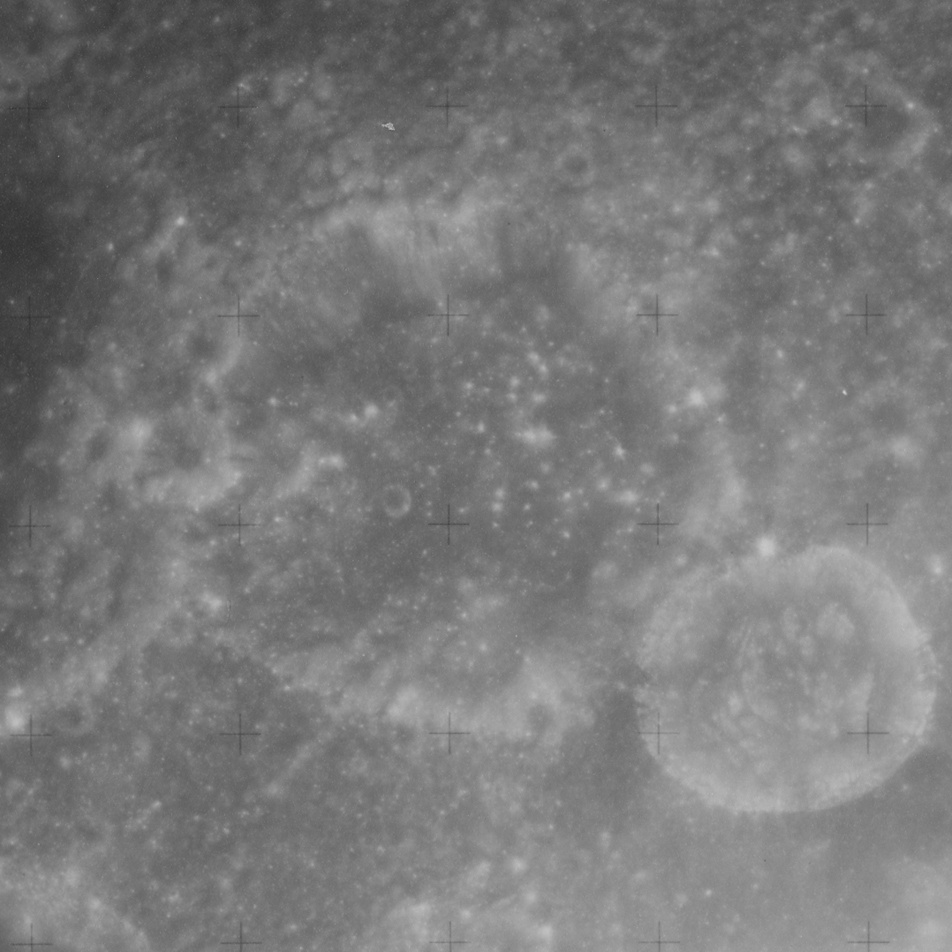
فوهة جينكيز كما صورتها بعثه أبولو 16

فوهة جينكيز (0. 3°N 78.1°E) فوهة صدمية تقع على طول خط الإستواء من سطح القمر، بالقرب من الناحية الشرقية. تتصل الفوهة من الناحية الشرقية تقريبا بفوهة شوبرت إكس كبيرة الحجم. مكونا فوهة ثلاثية.

## الوصف

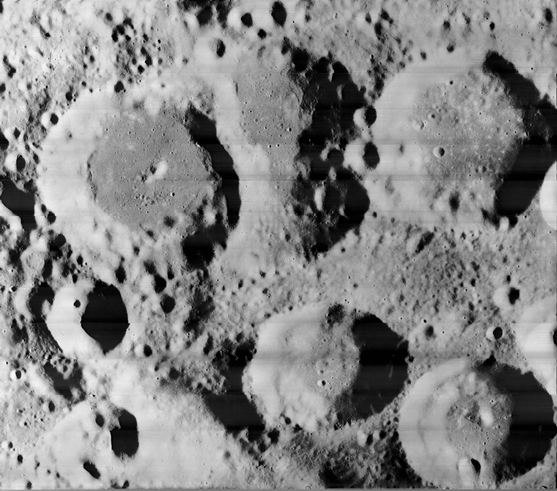
فوهة ويرستراس (أسفل منتصف الصورة)، فوهة فان فليك (أسفل يمين الصورة)، فوهة نوبيلي (أعلى يسار الصورة) وفوهة جينكيز (أعلى يمين الصورة).

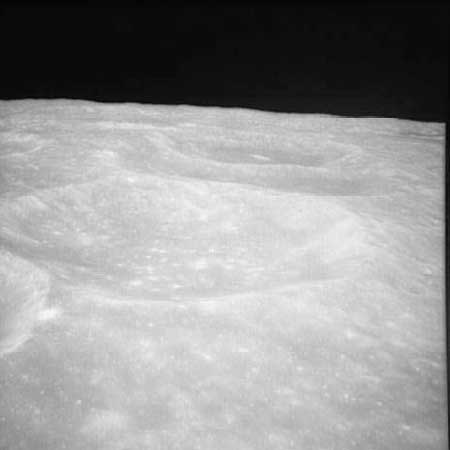
مقطع أفقي لفوهة جينكيز يحدها من الغرب فوهة نوبايلي أبولو 10

كانت الفوهة تعرف قديما باسم شوبرت زد، قبل أن تقوم وكاله الفضاء الدولية بإعاده تسميتها. تقع الفوهة جنوبي غرب فوهة شوبرت. يجد الفوهة على طول الحافة الشرقيه- الشمالية فوهة باك. بينما يحدها من الجنوب فوهتي ويرستراس– فان فليك.
تتميز الفوهة بشكلها الدائري مع حواف بالية في بعض الأماكن. فوهة شوبرت جي الصغيره متصله بالحافة الغربية للفوهة. كما تتميز الفوهة بوجود عدد كبير من الفوهات صغيره الحجم. السطح الداخلي للفوهة بلا معالم مميزة نسبيا. وعلى الرغم من ذلك لا يوجد بالفوهة قمة مركزية.
يبلغ قطر الفوهة ما يقرب من 38 كم، بينما لم يتم تحديد عمقها حتى الآن، وعلى زاوية 282° من شروق الشمس. سميت الفوهة على اسم عالم الفلك الأمريكي لويز فريلاند جنكينز.

## وصلات خارجية
- فوهات القمر
- جوله حول فوهات القمر -ناسا.